# Ловецкие Борки

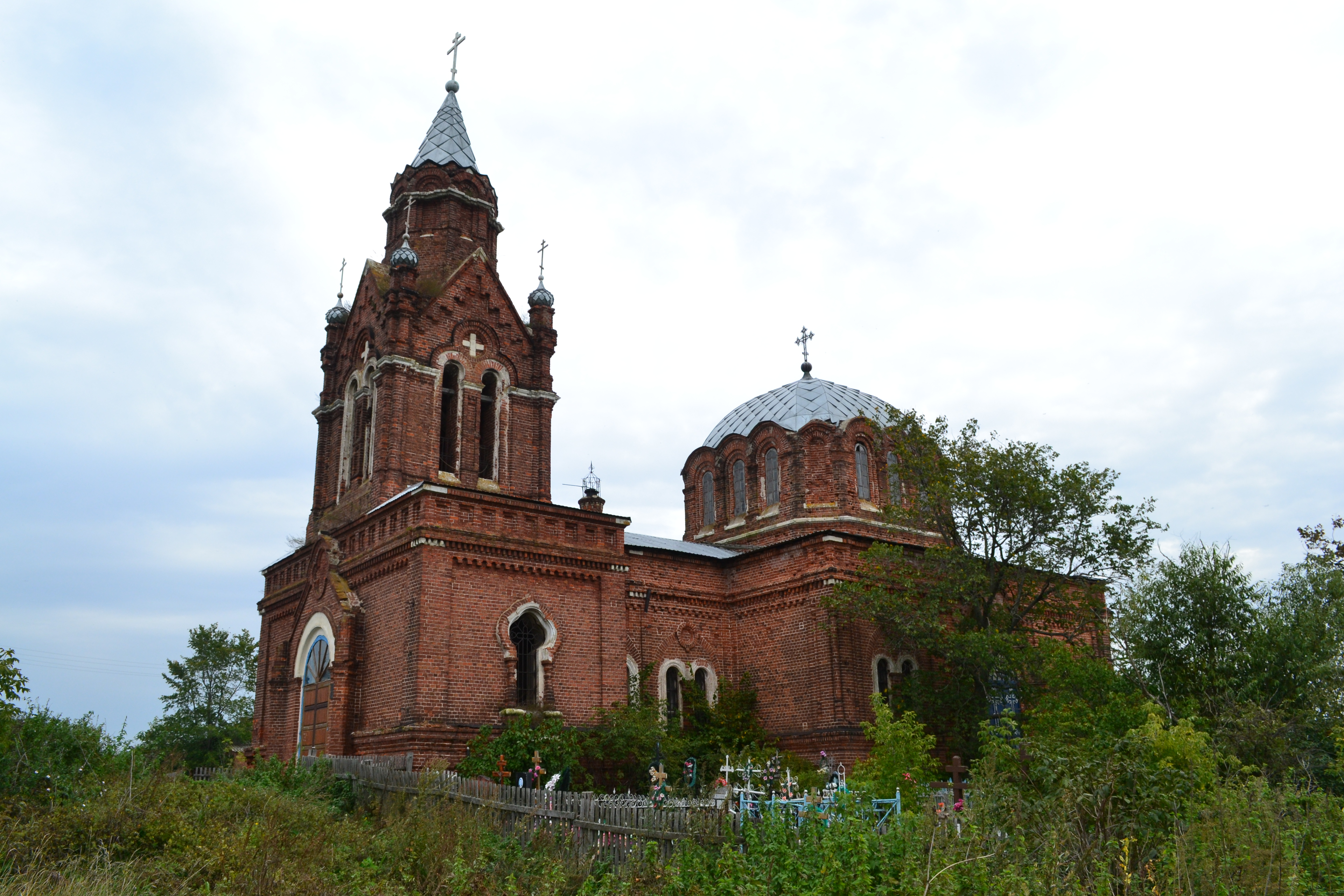
Церковь Успения Пресвятой Богородицы в Ловецких Борках

Ловецкие Борки — деревня в Луховицком районе Московской области, входит в Дединовское сельское поселение. Ранее до 2004 года деревня относилась к Ловецкому сельскому округу.
Деревня расположена между левым берегом Оки и озером Луганское (Борковское)

## История
Местные крестьяне издревле занимались рыбной ловлей. Бывшее государственное дворцовое рыбных ловцов село Ловцы упоминается в писцовых книгах Григория Бутикова и подьячего Никиты Леонтьева с 1620 года. Причём права на рыбную ловлю крестьянам подтверждала и грамота Петра I 1712 года. Екатерина II пожаловала эти земли капитанам лейб-гвардии Измайловского полка Ласунскому и Рославлеву.
В 1786 году Александр Иванович Рославлев выстроил в трёх верстах от Ловцов церковь Святых бессребреников Кира и Иоанна, основав тем самым Ловецкие Выселки (так Ловецкие Борки назывались до начала XX века). Александр Рославлев был активным участником государственного переворота, совершённого Екатериной II именно в день памяти святых бессребреников Кира и Иоанна, 28 июня. В 1854 году была построена новая деревянная церковь, а в начале XX века — каменная.
Село было приписано к Ловецкой волости Зарайского уезда Рязанской губернии. В волость также входили Любичи, Ловцы, Нудавши (Лесное). Зарайский уезд Рязанской губернии просуществовал до января 1929 года, потом Ловецкие Борки были уже в составе вновь образованного Луховицкого района Центрально-Промышленной области (с 3 июня 1929 года Московская область).
В конце XIX века, была построена каменная Церковь Успения Пресвятой Богородицы, освященная 25 августа 1891 года. Храм изначально не имел колокольни, которая была пристроена позже. В 1930-х годах церковь была закрыта и использовалась как склад, в 2001 году храм возвращён верующим.

## Транспорт
Транспортное сообщение с деревней осуществляется по автомобильной дороге Белоомут — Ловецкие Борки — Ловцы — Дединово. Есть регулярный автобусный маршрут (№ 39 Белоомут — Ловцы — Ловецкие Борки).